# Alessandria Foot Ball Club 1919-1920
Questa pagina raccoglie le informazioni riguardanti l'Alessandria Foot Ball Club nelle competizioni ufficiali della stagione 1919-1920.

## Stagione
Nella stagione 1919-1920 l'Alessandria disputò il terzo campionato di Prima Categoria della sua storia, ottenendo la qualificazione alle semifinali nazionali e chiudendole al terzo posto.

## Divise
| 1ª divisa |

## Organigramma societario
Area direttiva
- Presidente: Giuseppe Brezzi
- Vicepresidenti: Alessandro Cagnoli e Luciano Oliva
- Consiglieri: Camillio Borasio, Gino Gandini, Gioachino Garavelli, Pietro Poggio, Giovanni Rossanigo e Bruno Voglino

Area organizzativa
- Segretario: Ernesto Bobbio
- Cassiere: Umberto Vitale

Area tecnica
- Direttore tecnico: Augusto Rangone
- Allenatore: Carlo Carcano

## Rosa
| N. |                   | Ruolo | Calciatore          |
| -- | ----------------- | ----- | ------------------- |
|    | Italia (bandiera) | P     | Eugenio Porrati     |
|    | Italia (bandiera) | D     | Luigi Allemandi     |
|    | Italia (bandiera) | D     | Lucioni             |
|    | Italia (bandiera) | D     | Francesco Papa (I)  |
|    | Italia (bandiera) | D     | Giuseppe Ticozzelli |
|    | Italia (bandiera) | C     | Luigi Ardrizzi      |
|    | Italia (bandiera) | C     | Primo Bay (I)       |
|    | Italia (bandiera) | C     | Carlo Carcano       |
|    | Italia (bandiera) | C     | Mario Chiodi        |
|    | Italia (bandiera) | C     | Carlo Lazoli (I)    |
|    | Italia (bandiera) | C     | Nicola Papa (II)    |
|    | Italia (bandiera) | C     | Pietro Scevola      |

| N. |                   | Ruolo | Calciatore          |
| -- | ----------------- | ----- | ------------------- |
|    | Italia (bandiera) | C     | Pietro Povero       |
|    | Italia (bandiera) | A     | Adolfo Baloncieri   |
|    | Italia (bandiera) | A     | Carlo Bay (II)      |
|    | Italia (bandiera) | A     | Mario Bernetti      |
|    | Italia (bandiera) | A     | Giuseppe Capra (II) |
|    | Italia (bandiera) | A     | Edoardo Grillo      |
|    | Italia (bandiera) | A     | Carlo Moretti       |
|    | Italia (bandiera) | A     | Venerino Papa (III) |
|    | Italia (bandiera) | A     | Ernesto Ricci (II)  |
|    | Italia (bandiera) | A     | Giulio Torti (II)   |

## Risultati

### Prima Categoria

#### Girone regionale di qualificazione

##### Girone di andata
| Arbitro: | Malvano (Torino) |

|  |           |             |
|  | Marcatori | 85’ Papa II |

| Arbitro: | Actis (Torino) |

|            |           |  |
| Povero 83’ | Marcatori |  |

| Arbitro: | Malvano (Torino) |

|             |           |                     |
| Trovati 25’ | Marcatori | 32’, 45’ Baloncieri |

| Arbitro: | Cartasegna (Torino) |

|                                                               |           |  |
| Papa II 8’, 10’ Lazoli I 14’ Papa III 32’, 83’ Baloncieri 75’ | Marcatori |  |

| Arbitro: | G. Milano (Vercelli) |

|               |           |            |
| Bargero I 46’ | Marcatori | 67’ Grillo |

##### Girone di ritorno
| Arbitro: | Scamoni (Torino) |

|                                                |           |  |
| Carcano 47’ Ticozzelli 49’ (rig.) Papa III 54’ | Marcatori |  |

| Arbitro: | Sganzetta (Torino) |

|                          |           |                                                                |
| Rossello 30’ Martini 87’ | Marcatori | 21’ Grillo 38’ (rig.) Carcano 46’ Baloncieri 69’, 70’ Papa III |

| Arbitro: | G. Milano (Vercelli) |

|                                                             |           |               |
| Baloncieri 32’ Papa II 54’ Papa III 60’ Aliberti 90’ (aut.) | Marcatori | 41’ Menchetti |

| Arbitro: | U. Milano (Alessandria) |

|  |           |                             |
|  | Marcatori | 19’ Baloncieri 73’ Papa III |

| Arbitro: | Armano (Torino) |

|                                     |           |                           |
| Baloncieri 5’, 79’ Papa II 13’, 80’ | Marcatori | 10’ Riccio 38’ Bertinotti |

#### Semifinali nazionali

##### Girone di andata
| Arbitro: | Varisco (Milano) |

|                |           |                             |
| Martinelli 80’ | Marcatori | 17’ Baloncieri 50’ Papa III |

| Arbitro: | Resegotti (Milano) |

|                |           |                |
| Baloncieri 53’ | Marcatori | 60’ Rampini IV |

| Arbitro: | Tessari (Verona) |

|  |           |                |
|  | Marcatori | 50’ Baloncieri |

| Arbitro: | Gama (Milano) |

|                          |           |              |
| Brezzi 65’ Dellacasa 72’ | Marcatori | 67’ Papa III |

| Arbitro: | Gama (Milano) |

|                     |           |  |
| Baloncieri 35’, 53’ | Marcatori |  |

##### Girone di ritorno
| Arbitro: | Mauro (Milano) |

|                |           |  |
| Bay I Capra II | Marcatori |  |

| Arbitro: | Malvano (Torino) |

|  |           |                              |
|  | Marcatori | 5’ Sardi II 11’ Santamaria I |

| Arbitro: | Crivelli (Milano) |

|                              |           |  |
| Ferrario 18’ Varese 50’, 56’ | Marcatori |  |

| Arbitro: | Mauro (Milano) |

|                       |           |  |
| Milano III 68’ (rig.) | Marcatori |  |

| Arbitro: | Grossi (Milano) |

|                                |           |               |
| Capra II 60’, 65’ Papa III 71’ | Marcatori | 38’ Bighin II |

## Statistiche

### Statistiche di squadra
| Competizione | Punti | In casa | In casa | In casa | In casa | In casa | In casa | In trasferta | In trasferta | In trasferta | In trasferta | In trasferta | In trasferta | Totale | Totale | Totale | Totale | Totale | Totale | DR  |
| Competizione | Punti | G       | V       | N       | P       | Gf      | Gs      | G            | V            | N            | P            | Gf           | Gs           | G      | V      | N      | P      | Gf     | Gs     | DR  |
| ------------ | ----- | ------- | ------- | ------- | ------- | ------- | ------- | ------------ | ------------ | ------------ | ------------ | ------------ | ------------ | ------ | ------ | ------ | ------ | ------ | ------ | --- |
| Eliminatorie | 19    | 5       | 5       | 0       | 0       | 18      | 3       | 5            | 4            | 1            | 0            | 11           | 4            | 10     | 9      | 1      | 0      | 29     | 7      | +22 |
| Semifinali   | 11    | 5       | 3       | 1       | 1       | 8       | 4       | 5            | 2            | 0            | 3            | 4            | 7            | 10     | 5      | 1      | 4      | 12     | 11     | +1  |
| Totale       | -     | 10      | 8       | 1       | 1       | 26      | 7       | 10           | 6            | 1            | 3            | 15           | 11           | 20     | 14     | 2      | 4      | 41     | 18     | +23 |

### Statistiche dei giocatori[6]
| Giocatore     | Eliminatorie | Eliminatorie | Semifinali | Semifinali | Totale   | Totale |
| Giocatore     | Presenze     | Reti         | Presenze   | Reti       | Presenze | Reti   |
| ------------- | ------------ | ------------ | ---------- | ---------- | -------- | ------ |
| Allemandi     | 1            | 0            | -          | -          | 1        | 0      |
| Ardrizzi      | -            | -            | 1          | 0          | 1        | 0      |
| A. Baloncieri | 10           | 7            | 10         | 5          | 20       | 12     |
| C. Bay (II)   | -            | -            | 1          | 0          | 1        | 0      |
| P. Bay (I)    | 10           | 0            | 10         | 1          | 20       | 1      |
| M. Bernetti   | -            | -            | 2          | 0          | 2        | 0      |
| G. Capra (II) | -            | -            | 6          | 3          | 6        | 3      |
| C. Carcano    | 10           | 2            | 10         | 0          | 20       | 2      |
| M. Chiodi     | 1            | 0            | 3          | 0          | 4        | 0      |
| E. Grillo     | 7            | 2            | -          | -          | 7        | 2      |
| C. Lazoli (I) | 8            | 1            | 8          | 0          | 16       | 1      |
| Lucioni       | -            | -            | 1          | 0          | 1        | 0      |
| C. Moretti    | 8            | 0            | 4          | 0          | 12       | 0      |
| F. Papa (I)   | 10           | 0            | 10         | 0          | 20       | 0      |
| N. Papa (II)  | 9            | 6            | 10         | 0          | 19       | 6      |
| V. Papa (III) | 7            | 7            | 8          | 3          | 15       | 10     |
| E. Porrati    | 10           | -7           | 10         | -11        | 20       | -18    |
| P. Povero     | 3            | 1            | -          | -          | 3        | 1      |
| E. Ricci (II) | 6            | 0            | 9          | 0          | 15       | 0      |
| G. Ticozzelli | 9            | 1            | 9          | 0          | 18       | 1      |
| G. Torti (II) | 1            | 0            | -          | -          | 1        | 0      |
| P. Scevola    | -            | -            | -          | -          | -        | -      |